# Coppa del Mondo di sci alpino 1975
La Coppa del Mondo di sci alpino 1975 fu la nona edizione della manifestazione organizzata dalla Federazione internazionale sci; ebbe inizio il 4 dicembre 1974 a Val-d'Isère, in Francia, e si concluse il 23 marzo 1975 in Val Gardena, in Italia.
In campo maschile furono disputate 27 gare (9 discese libere, 7 slalom giganti, 7 slalom speciali, 3 combinate, 1 slalom parallelo), in 16 diverse località. L'italiano Gustav Thöni si aggiudicò la Coppa del Mondo generale; l'austriaco Franz Klammer vinse la Coppa di discesa libera, lo svedese Ingemar Stenmark quelle di slalom gigante e di slalom speciale. L'italiano Piero Gros era il detentore uscente della Coppa generale.
In campo femminile furono disputate 26 gare (8 discese libere, 7 slalom giganti, 7 slalom speciali 3 combinate, 1 slalom parallelo), in 15 diverse località. L'austriaca Annemarie Moser-Pröll si aggiudicò sia la Coppa del Mondo generale (della quale era detentrice uscente), sia quelle di discesa libera e di slalom gigante; la svizzera Lise-Marie Morerod vinse quella di slalom speciale.
Fu la prima volta in cui vennero inserite in calendario gare di combinata e di slalom parallelo.

## Uomini

### Risultati
| Data             | Località               | Nazione        | Pista                          | Spec. | Primo            | Secondo                   | Terzo                |
| ---------------- | ---------------------- | -------------- | ------------------------------ | ----- | ---------------- | ------------------------- | -------------------- |
| 5 dicembre 1974  | Val-d'Isère            | Francia        |                                | GS    | Piero Gros       | Ingemar Stenmark          | Erik Håker           |
| 8 dicembre 1974  | Val-d'Isère            | Francia        |                                | DH    | Franz Klammer    | Werner Grissmann          | Michael Veith        |
| 15 dicembre 1974 | Sankt Moritz           | Svizzera       |                                | DH    | Franz Klammer    | Herbert Plank             | Werner Grissmann     |
| 17 dicembre 1974 | Madonna di Campiglio   | Italia         | 3-Tre                          | SL    | Ingemar Stenmark | Paolo De Chiesa           | Fausto Radici        |
| 18 dicembre 1974 | Madonna di Campiglio   | Italia         | 3-Tre                          | GS    | Piero Gros       | Greg Jones                | Tino Pietrogiovanna  |
| 5 gennaio 1975   | Garmisch-Partenkirchen | Germania Ovest | Kandahar                       | DH    | Franz Klammer    | Werner Grissmann          | Josef Walcher        |
| 6 gennaio 1975   | Garmisch-Partenkirchen | Germania Ovest | Gudiberg                       | SL    | Piero Gros       | Gustav Thöni              | Fausto Radici        |
| 11 gennaio 1975  | Wengen                 | Svizzera       | Lauberhorn                     | DH    | Franz Klammer    | Herbert Plank             | Erik Håker           |
| 12 gennaio 1975  | Wengen                 | Svizzera       | Männlichen/Jungfrau            | SL    | Ingemar Stenmark | Piero Gros                | Paolo De Chiesa      |
| 12 gennaio 1975  | Wengen                 | Svizzera       | Lauberhorn Männlichen/Jungfrau | KB    | Gustav Thöni     | David Zwilling            | Walter Tresch        |
| 13 gennaio 1975  | Adelboden              | Svizzera       | Chuenisbärgli                  | GS    | Piero Gros       | Gustav Thöni              | Werner Mattle        |
| 18 gennaio 1975  | Kitzbühel              | Austria        | Streif                         | DH    | Franz Klammer    | Gustav Thöni              | Werner Grissmann     |
| 19 gennaio 1975  | Kitzbühel              | Austria        | Ganslern                       | SL    | Piero Gros       | Ingemar Stenmark          | Paolo De Chiesa      |
| 19 gennaio 1975  | Kitzbühel              | Austria        | Streif Ganslern                | KB    | Gustav Thöni     | Francisco Fernández Ochoa | Franz Klammer        |
| 21 gennaio 1975  | Fulpmes                | Austria        |                                | GS    | Erik Håker       | Ingemar Stenmark          | Hansi Hinterseer     |
| 26 gennaio 1975  | Innsbruck              | Austria        | Olympia Patscherkofel          | DH    | Franz Klammer    | Bernhard Russi            | Herbert Plank        |
| 30 gennaio 1975  | Chamonix               | Francia        | La Verte des Houches           | SL    | Gustav Thöni     | Ingemar Stenmark          | Hansi Hinterseer     |
| 1º febbraio 1975 | Megève                 | Francia        |                                | DH    | Walter Vesti     | René Berthod              | Philippe Roux        |
| 1º febbraio 1975 | Chamonix Megève        | Francia        | La Verte des Houches ?         | KB    | Gustav Thöni     | Francisco Fernández Ochoa | Erik Håker           |
| 21 febbraio 1975 | Naeba                  | Giappone       |                                | GS    | Ingemar Stenmark | Erik Håker                | Hansi Hinterseer     |
| 23 febbraio 1975 | Naeba                  | Giappone       |                                | SL    | Hansi Hinterseer | Ingemar Stenmark          | Christian Neureuther |
| 2 marzo 1975     | Garibaldi              | Canada         |                                | GS    | Ingemar Stenmark | Heini Hemmi               | Gustav Thöni         |
| 9 marzo 1975     | Jackson Hole           | Stati Uniti    |                                | DH    | Franz Klammer    | Michael Veith             | René Berthod         |
| 13 marzo 1975    | Sun Valley             | Stati Uniti    |                                | GS    | Ingemar Stenmark | Piero Gros                | Gustav Thöni         |
| 15 marzo 1975    | Sun Valley             | Stati Uniti    |                                | SL    | Gustav Thöni     | Piero Gros                | Ingemar Stenmark     |
| 21 marzo 1975    | Val Gardena            | Italia         | Saslong                        | DH    | Franz Klammer    | Erik Håker                | Bernhard Russi       |
| 23 marzo 1975    | Val Gardena            | Italia         | Ronc                           | PR    | Gustav Thöni     | Ingemar Stenmark          | Walter Tresch        |

Legenda:

DH = discesa libera

GS = slalom gigante

SL = slalom speciale

KB = combinata

PR = parallelo

### Classifiche

#### Generale

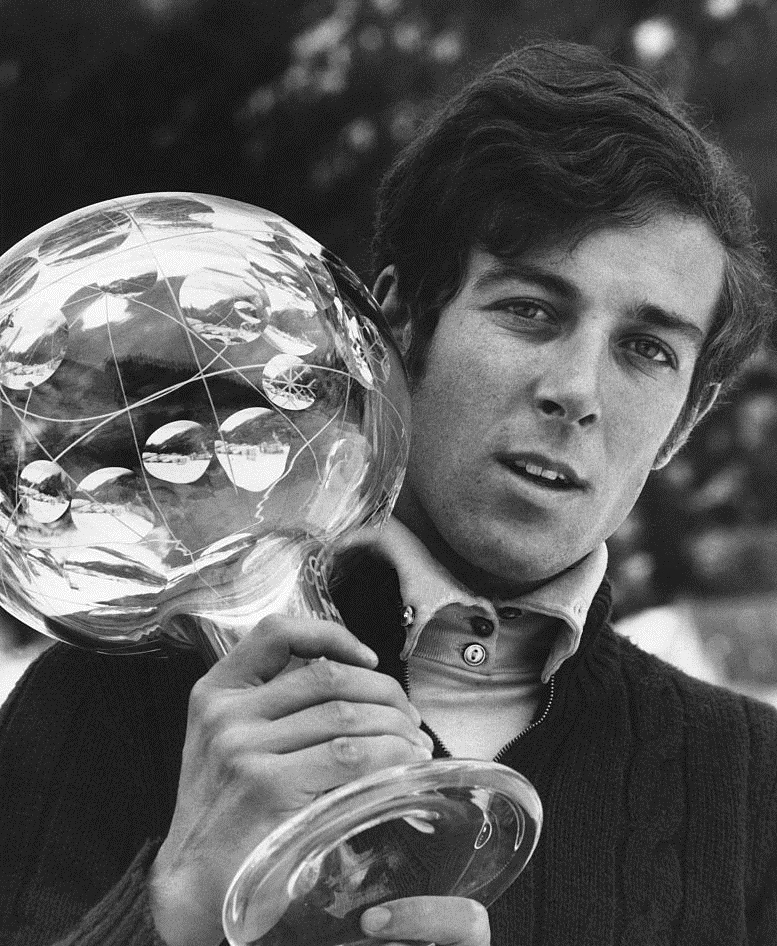
Gustav Thöni con la coppa di cristallo nel 1972

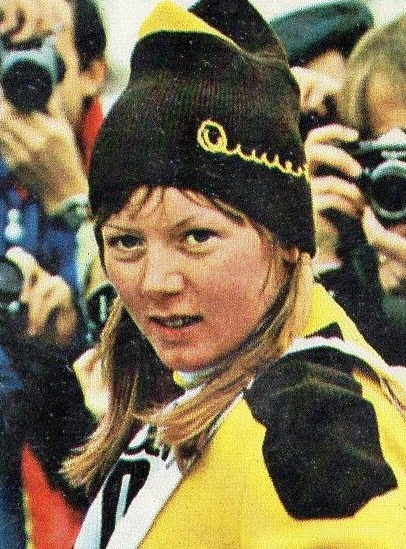
Annemarie Moser-Pröll nel 1972

| Pos. | Nome                      | Nazione  | Punti |
| ---- | ------------------------- | -------- | ----- |
| 1    | Gustav Thöni              | Italia   | 250   |
| 2    | Ingemar Stenmark          | Svezia   | 245   |
| 3    | Franz Klammer             | Austria  | 240   |
| 4    | Piero Gros                | Italia   | 196   |
| 5    | Erik Håker                | Norvegia | 147   |
| 6    | Hansi Hinterseer          | Austria  | 117   |
| 7    | Herbert Plank             | Italia   | 92    |
| 8    | Werner Grissmann          | Austria  | 87    |
| 9    | Francisco Fernández Ochoa | Spagna   | 79    |
| 10   | Paolo De Chiesa           | Italia   | 74    |

#### Discesa libera
| Pos. | Nome             | Nazione  | Punti |
| ---- | ---------------- | -------- | ----- |
| 1    | Franz Klammer    | Austria  | 125   |
| 2    | Werner Grissmann | Austria  | 81    |
| 3    | Herbert Plank    | Italia   | 71    |
| 4    | Bernhard Russi   | Svizzera | 58    |
| 5    | René Berthod     | Svizzera | 56    |

#### Slalom gigante
| Pos. | Nome             | Nazione  | Punti |
| ---- | ---------------- | -------- | ----- |
| 1    | Ingemar Stenmark | Svezia   | 115   |
| 2    | Piero Gros       | Italia   | 106   |
| 3    | Erik Håker       | Norvegia | 67    |
| 4    | Gustav Thöni     | Italia   | 60    |
| 5    | Hansi Hinterseer | Austria  | 55    |

#### Slalom speciale
| Pos. | Nome             | Nazione | Punti |
| ---- | ---------------- | ------- | ----- |
| 1    | Ingemar Stenmark | Svezia  | 110   |
| 2    | Gustav Thöni     | Italia  | 99    |
| 3    | Piero Gros       | Italia  | 90    |
| 4    | Paolo De Chiesa  | Italia  | 61    |
| 5    | Hansi Hinterseer | Austria | 58    |

## Donne

### Risultati
| Data             | Località                         | Nazione        | Pista                  | Spec. | Prima                 | Seconda               | Terza                 |
| ---------------- | -------------------------------- | -------------- | ---------------------- | ----- | --------------------- | --------------------- | --------------------- |
| 4 dicembre 1974  | Val-d'Isère                      | Francia        |                        | DH    | Wiltrud Drexel        | Bernadette Zurbriggen | Danièle Debernard     |
| 7 dicembre 1974  | Val-d'Isère                      | Francia        |                        | GS    | Annemarie Moser-Pröll | Monika Kaserer        | Fabienne Serrat       |
| 12 dicembre 1974 | Cortina d'Ampezzo                | Italia         | Olimpia delle Tofane   | DH    | Annemarie Moser-Pröll | Cindy Nelson          | Wiltrud Drexel        |
| 13 dicembre 1974 | Cortina d'Ampezzo                | Italia         |                        | SL    | Rosi Mittermaier      | Fabienne Serrat       | Christa Zechmeister   |
| 21 dicembre 1974 | Saalbach                         | Austria        |                        | DH    | Cindy Nelson          | Marie-Theres Nadig    | Rosi Mittermaier      |
| 4 gennaio 1975   | Garmisch-Partenkirchen           | Germania Ovest | Gudiberg               | SL    | Lise-Marie Morerod    | Christa Zechmeister   | Torill Fjeldstad      |
| 9 gennaio 1975   | Grindelwald                      | Svizzera       |                        | GS    | Annemarie Moser-Pröll | Hanni Wenzel          | Rosi Mittermaier      |
| 10 gennaio 1975  | Grindelwald                      | Svizzera       |                        | DH    | Annemarie Moser-Pröll | Rosi Mittermaier      | Marie-Theres Nadig    |
| 10 gennaio 1975  | Grindelwald                      | Svizzera       |                        | KB    | Annemarie Moser-Pröll | Rosi Mittermaier      | Hanni Wenzel          |
| 11 gennaio 1975  | Grindelwald                      | Svizzera       |                        | GS    | Annemarie Moser-Pröll | Fabienne Serrat       | Hanni Wenzel          |
| 15 gennaio 1975  | Schruns                          | Austria        |                        | DH    | Bernadette Zurbriggen | Ingrid Gfölner        | Marie-Theres Nadig    |
| 16 gennaio 1975  | Schruns                          | Austria        |                        | SL    | Christa Zechmeister   | Annemarie Moser-Pröll | Hanni Wenzel          |
| 16 gennaio 1975  | Schruns                          | Austria        |                        | KB    | Annemarie Moser-Pröll | Hanni Wenzel          | Wiltrud Drexel        |
| 19 gennaio 1975  | Sarajevo                         | Jugoslavia     |                        | GS    | Annemarie Moser-Pröll | Lise-Marie Morerod    | Rosi Mittermaier      |
| 24 gennaio 1975  | Innsbruck                        | Austria        | Hoadl                  | DH    | Marie-Theres Nadig    | Annemarie Moser-Pröll | Jacqueline Rouvier    |
| 29 gennaio 1975  | Saint-Gervais-les-Bains          | Francia        |                        | SL    | Lise-Marie Morerod    | Hanni Wenzel          | Rosi Mittermaier      |
| 31 gennaio 1975  | Chamonix                         | Francia        | La Verte des Houches   | DH    | Bernadette Zurbriggen | Annemarie Moser-Pröll | Marie-Theres Nadig    |
| 31 gennaio 1975  | Saint-Gervais-les-Bains Chamonix | Francia        | ? La Verte des Houches | KB    | Annemarie Moser-Pröll | Hanni Wenzel          | Rosi Mittermaier      |
| 21 febbraio 1975 | Naeba                            | Giappone       |                        | SL    | Hanni Wenzel          | Lise-Marie Morerod    | Christa Zechmeister   |
| 23 febbraio 1975 | Naeba                            | Giappone       |                        | GS    | Annemarie Moser-Pröll | Monika Kaserer        | Cristina Tisot        |
| 1º marzo 1975    | Garibaldi                        | Canada         |                        | GS    | Cindy Nelson          | Fabienne Serrat       | Kathy Kreiner         |
| 11 marzo 1975    | Jackson Hole                     | Stati Uniti    |                        | DH    | Marie-Theres Nadig    | Bernadette Zurbriggen | Annemarie Moser-Pröll |
| 13 marzo 1975    | Sun Valley                       | Stati Uniti    |                        | GS    | Lise-Marie Morerod    | Monika Kaserer        | Fabienne Serrat       |
| 14 marzo 1975    | Sun Valley                       | Stati Uniti    |                        | SL    | Hanni Wenzel          | Annemarie Moser-Pröll | Christa Zechmeister   |
| 20 marzo 1975    | Val Gardena                      | Italia         |                        | SL    | Lise-Marie Morerod    | Annemarie Moser-Pröll | Monika Kaserer        |
| 22 marzo 1975    | Val Gardena                      | Italia         |                        | PR    | Monika Kaserer        | Claudia Giordani      | Fabienne Serrat       |

Legenda:

DH = discesa libera

GS = slalom gigante

SL = slalom speciale

KB = combinata

PR = parallelo

### Classifiche

#### Generale
| Pos. | Nome                  | Nazione        | Punti |
| ---- | --------------------- | -------------- | ----- |
| 1    | Annemarie Moser-Pröll | Austria        | 305   |
| 2    | Hanni Wenzel          | Liechtenstein  | 199   |
| 3    | Rosi Mittermaier      | Germania Ovest | 166   |
| 4    | Marie-Theres Nadig    | Svizzera       | 154   |
| 5    | Fabienne Serrat       | Francia        | 153   |
| 5    | Bernadette Zurbriggen | Svizzera       | 153   |
| 7    | Lise-Marie Morerod    | Svizzera       | 141   |
| 8    | Cindy Nelson          | Stati Uniti    | 138   |
| 9    | Monika Kaserer        | Austria        | 136   |
| 10   | Christa Zechmeister   | Germania Ovest | 127   |

#### Discesa libera
| Pos. | Nome                  | Nazione     | Punti |
| ---- | --------------------- | ----------- | ----- |
| 1    | Annemarie Moser-Pröll | Austria     | 105   |
| 2    | Bernadette Zurbriggen | Svizzera    | 101   |
| 3    | Marie-Theres Nadig    | Svizzera    | 100   |
| 4    | Cindy Nelson          | Stati Uniti | 75    |
| 5    | Wiltrud Drexel        | Austria     | 58    |

#### Slalom gigante
| Pos. | Nome                  | Nazione       | Punti |
| ---- | --------------------- | ------------- | ----- |
| 1    | Annemarie Moser-Pröll | Austria       | 125   |
| 2    | Fabienne Serrat       | Francia       | 81    |
| 3    | Monika Kaserer        | Austria       | 74    |
| 4    | Lise-Marie Morerod    | Svizzera      | 53    |
| 5    | Hanni Wenzel          | Liechtenstein | 42    |

#### Slalom speciale
| Pos. | Nome                  | Nazione        | Punti |
| ---- | --------------------- | -------------- | ----- |
| 1    | Lise-Marie Morerod    | Svizzera       | 95    |
| 2    | Hanni Wenzel          | Liechtenstein  | 91    |
| 3    | Christa Zechmeister   | Germania Ovest | 90    |
| 4    | Annemarie Moser-Pröll | Austria        | 79    |
| 5    | Fabienne Serrat       | Francia        | 63    |